# Quách Bích Đình
Quách Bích Đình (tiếng Anh: Bea Hayden, sinh ngày 16 tháng 1 năm 1984) là người mẫu, diễn viên Đài Loan có cha là người mang hai dòng máu Trung Quốc và Mỹ.

## Sự nghiệp
Năm 2002, khi mới 18 tuổi, Quách Bích Đình làm người mẫu cho các tạp chí thời trang BEAUTY, RAY và tham gia đóng quảng cáo tại Đài Loan. Ngoài ra cô còn diễn xuất trong một số MV ca nhạc của những ca sĩ hàng đầu Trung Quốc, Hồng Kông, Đài Loan.
Năm 2008, cô trở thành hiện tượng sau khi quay một quảng cáo có nội dung về Lợi ích của việc nhai kẹo cao su và được nhớ đến là Cô gái lợi ích. Năm 2013, cô tham gia phim điện ảnh Tiểu Thời Đại của Quách Kính Minh vai Nam Tương với biệt danh "Nữ thần hoa muội".
Năm 2015, cô được đề cử nữ diễn viên chính xuất sắc nhất cho vai diễn bác sĩ thú y Đinh Hàm trong phim Chú Chó Siêu Anh Hùng/Thần Khuyển Tiểu Thất của đài Hồ Nam.

## Danh sách phim

### Phim truyền hình
| Năm  | Tựa đề                                 | Vai             |
| ---- | -------------------------------------- | --------------- |
| 2006 | Kim Sắc Niên Hoa                       | Hứa Mạn Lệ      |
| 2007 | Trầm Thụy Đích Thanh Xuân              | Từ Thanh Thanh  |
| 2010 | Nhai Giác Đích Tiểu Vương Tử           | Tiểu Tĩnh       |
| 2011 | Giả Như Một Hữu Nhĩ                    | An Sở Nhi       |
| 2013 | Tân Bảo Phiêu Chi Phỉ Thúy Oa Oa       | Trình Thái Ngọc |
| 2013 | Thuyết Tiến Hóa Của Tình Yêu           | An An           |
| 2015 | Chúng Ta Kết Hôn Đi                    | Văn Nghệ        |
| 2015 | Nói Với Gió Rằng Tôi Yêu Em            | Khưu Hương      |
| 2015 | Thần Khuyển Tiểu Thất                  | Đinh Hàm        |
| 2016 | Cực Phẩm Mô Vương                      | Tiên Nhi        |
| 2016 | Đây Khoảng Sao Trời, Kia Khoảng Biển   | Thẩm La         |
| 2017 | Đây Khoảng Sao Trời, Kia Khoảng Biển 2 | Lục Ly          |
|      | Hoàng Phi Hồng                         | Dì Thập Tam     |

## Âm nhạc

### MV CA NHẠC
-Năm 2003: Anh Hiểu Không (你懂吗) Dương Nãi Văn
-Năm 2003: Đừng Làm Khó (不要为难) Du Ngải Địch
-2003-11-08: Giáng Sinh Gắn Bó (圣诞结) Trần Dịch Tấn
-2004-09-17: Hằng Tinh (恒星) TENSION
- 2004-11-5: Siêu Nhân (超人) Mayday Ngũ Nguyệt Thiên
-2005-06-03: We (我们) ENERGY
-2005-10-07: Honey honey Tôn Yến Tư
-2005-10-07: Người Vô Hình (隱形人) Tôn Yến Tư
-2005-11-10: Thành phố Seoul Không Có (汉城沈没了) Châu Quốc Hiền
-2007-04-20: Tưởng Bay (Fly With Me) Trần Uy Toàn
-2007-04-30: Hóa Ra Đây Mới Thật Sự Là Anh (原来这才是真的你) Vương Tâm Lăng
-2007-06-01: Lưỡng Bại Câu Thương (两败俱伤柯有伦) Kha Hữu Luân
-2007-07-13: Giai Điệu Không Hoàn Chỉnh (不完整的旋律) Vương Lực Hoành
-2007-07-05: Khi Tôi Cần Em Nhất (我最需要你的这一刻) Phẩm Quan
-2007-07-15: Dư Thừa (多余) Dương Tông Vĩ
-2008-07-10: Tha Thứ Cho Anh (原諒我) Tiêu Kính Đằng
-Năm 2009: Con Đường Tơ Lụa Vô Hình (隐形丝路) Vương Triết
-Năm 2010: Hành Trình Tươi Đẹp (美好的旅行) Lâm Y Thần
-2010-04-16: Động Tác Giả (假动作) Phòng Tổ Danh
-2010-10-21: Tuyệt Đối Không Buông (绝对不放) Ngô Khắc Quần
-2010-10: Tả Thi (写诗[) Lâm Dịch Khuông
-2010-10: Vũ Lạc Đại Địa (雨落大地) Lâm Dịch Khuông
-2011-12-13: Đời Nghèo(穷我一生) Cổ Cự Cơ
-Năm 2012: 兄弟，没你不行 唐人街乐队
-2012-09-17: The Little Girl (小女孩) Hoàng Kiến Vi
-2013-05-22: Thời Gian Chử Vũ (时间煮雨) Úc Khả Duy
-2013-06-16: Anh Rất Nhớ Em (我好想你) Tô Đả Lục
-2013-07-02: Tiểu Tiểu Thời Đại (小小时代) Đội Tiểu Thời Đại
-2013-06-26:Nếu Như Chúng Ta Chỉ Còn Thời Gian Của Một Bài Hát (如果我们只剩一首歌的时间) Hà Vận Thi
-Năm 2014: Không Gặp Lại (不再见) Trần Học Đông
-Năm 2014: Thời Gian Chưng Mưa (时间煮雨) Ngô Diệc Phàm
-Năm 2014: Kính Vạn Hoa (万花瞳) Thái Y Lâm

### Single
- 2016-01-15 The Most Romantic Thing

### Micro-film
| Năm  | Tên                               | Bạn Diễn                      |
| ---- | --------------------------------- | ----------------------------- |
| 2008 | Days of Solitude                  | Từ Vĩ Hào,Trần Giai           |
| 2012 | Maple Street No. 33               | Chu Bác Văn,Vương Sách        |
| 2012 | 一或一起                          | Từ Kiệt Giai,Đường Quốc Trung |
| 2013 | Fashion and art - Hayden articles |                               |

### Micro-Drama
| Năm  | Tên          | Bạn Diễn   |
| ---- | ------------ | ---------- |
| 2014 | Line Romance | Lee Min-ho |

## Giải thưởng
| Năm  | Tên |
| ---- | --- |
| 2013 | - Nhạc Thị Thịnh Điển - Diễn viên mới của năm - BQ - Diễn viên mới của năm - Minh Tinh Đường Phố - Ngôi sao ăn ảnh nhất |
| 2014 | - Letv - Nữ diễn viên nổi tiếng nhất năm                                                                                |
| 2015 | - Liên hoan thời trang COSMO - Thần tượng xinh đep của năm                                                              |